# 里奇·勞瑞
里奇·勞瑞（英語：Rich Lowry，1968年8月22日—）是美國保守派新聞和觀點雜誌《國家評論》的編輯。他也是一位專欄作家、作家和政論家。勞瑞出生在維吉尼亞州阿靈頓，父母是社工和英語教授。他出版過兩本記實作品，其中一本打入紐約時報暢銷書排行榜。

## 外部連結
- C-SPAN內的頁面（英文）